# 20067 Marthanieves
20067 Marthanieves este o planetă minoră (asteroid), cu un diametru de 10,986 km, din centura de asteroizi. A fost descoperită pe 9 octombrie 1993 la Observatorul La Silla de Eric Walter Elst. 
Obiectul prezintă o orbită caracterizată de o semiaxă mare de 3,2185587 UAi, o excentricitate de 0,11, o înclinație de 1,7939 ° în raport cu ecliptica.